# Inner-Dalsmyrtjärnen
Inner-Dalsmyrtjärnen är en sjö i Örnsköldsviks kommun i Ångermanland och ingår i Gideälvens huvudavrinningsområde.